# 민중소송
민중소송(民衆訴訟)은 행정소송의 하나로 국가 또는 공공단체의 기관이 법률에 위반되는 행위를 한 때에 직접 자기의 법률상 이익과 관계없이 그 시정을 구하기 위하여 제기하는 객관적 소송을 말한다.

## 성질
1. 객관적 소송: 민중소송은 당사자 사이의 구체적인 권리와 의무에 관한 분쟁의 해결을 위한 것이 아니다.
2. 법정주의: 민중소송은 법률이 규정하고 있는 경우에 한하여 제기할 수 있다.

## 예
1. 공직선거법상 선거소송
2. 공직선거법상 당선소송
3. 국민투표법상 국민투표무효소송
4. 대한민국 지방자치법상 주민소송
5. 주민투표법상 주민투표소송

## 적용법규
민중소송에 적용될 법규는 민중소송을 규정하는 각 개별법규가 정하는 것이 일반적이다.

## 참고 문헌
- 김철용, 행정법, 고시계사,  2015. ISBN 9788958225102